# Torata (distrito)
O distrito peruano de Torata é um dos 6 distritos da Província de Mariscal Nieto, situada no Departamento de Moquegua, pertencente à Região de Moquegua, no Peru.

## Transporte
O distrito de Torata é servido pela seguinte rodovia:
- MO-102, que liga o distrito à cidade de Carumas
- MO-108, que liga o distrito à cidade de Puquina
- PE-36A, que liga o distrito de Moquegua (Região de Moquegua) à Ponte Desaguadero (Fronteira Bolívia-Peru) - e a rodovia boliviana Ruta 1 - no distrito de Desaguadero (Região de Puno)  [1][2][3]